# Drewitzer See
Der Drewitzer See (oder Alt Schweriner See) liegt im Nordosten des Gemeindegebiets von Alt Schwerin im Landkreis Mecklenburgische Seenplatte und grenzt mit seinem Ostufer an die Gemeinde Nossentiner Hütte. Er ist 4,6 Kilometer lang und zwischen 200 und 2000 Meter breit. Ihn umgibt das Naturschutzgebiet Drewitzer See mit Lübowsee und Dreiersee im Naturpark Nossentiner/Schwinzer Heide. Er ist ein sehr kalkhaltiger Klarwassersee, der nicht direkt mit anderen Seen verbunden ist. In der Nähe liegen der Plauer See und der Samoter See. Der Drewitzer See entstand aus einer eiszeitlichen Schmelzwasserrinne. Er wird von kalkreichem Grundwasser durchströmt und hat keinen natürlichen oberirdischen Zu- oder Abfluss. Das Westufer wird von der Bundesautobahn 19 tangiert.
Direkt am See wurde 1982 eine Jagdresidenz für den Staatsratsvorsitzenden Erich Honecker im damaligen Staatsjagdgebiet Nossentiner Heide errichtet. (53° 33′ 31,7″ N, 12° 21′ 3,7″ O) Nach 1998 wurde die Anlage zu einer Hotelanlage mit Ferienhäusern umgebaut. Sie umfasst heute 14 Hektar und wurde am 21. November 2011 vom bisherigen Hotelbetreiber ersteigert.

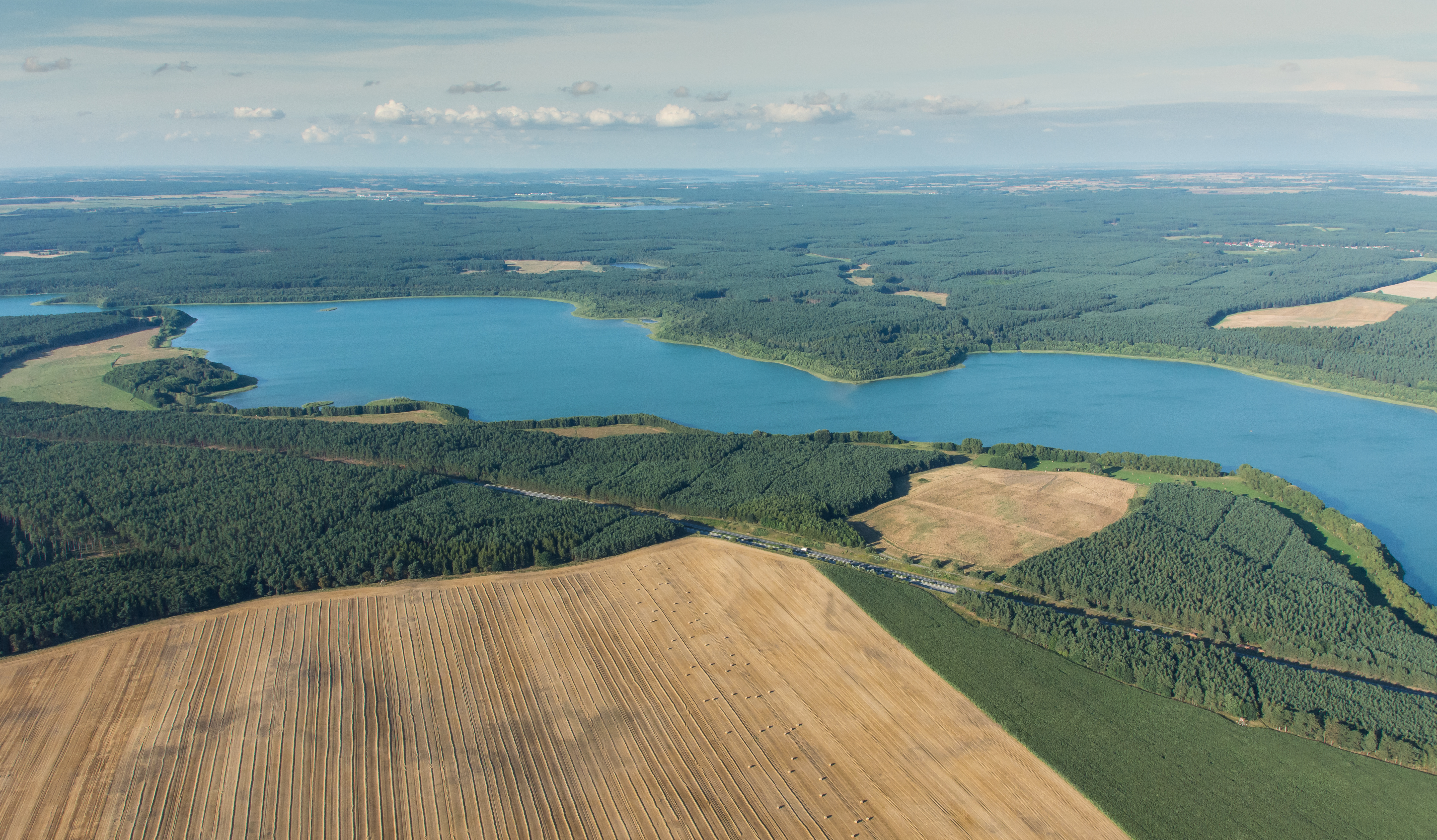
Luftbilder
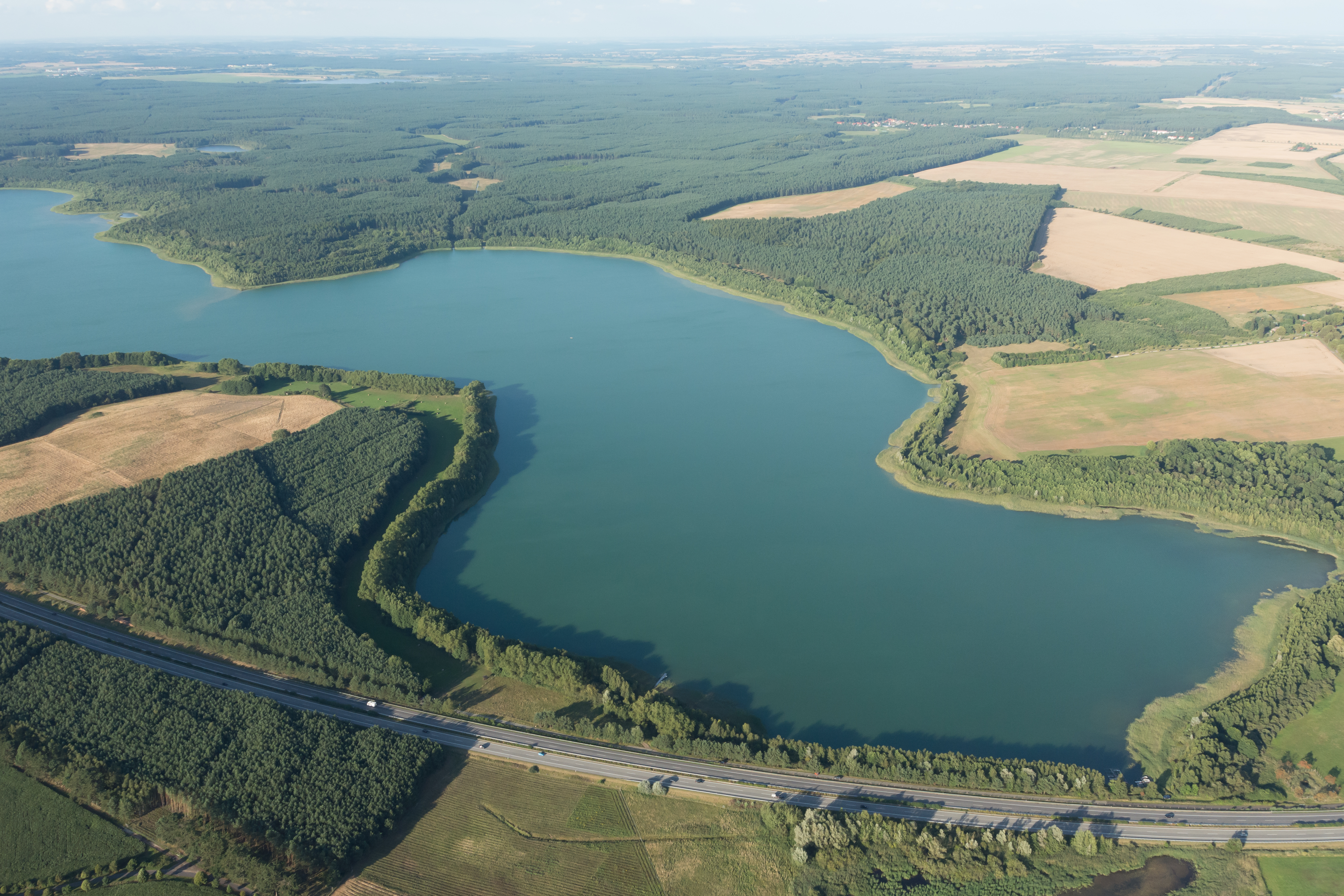